# Жозеф Кесел
Жозеф Кесел (на френски: Joseph Kessel) е френски писател.

## Биография
Роден е на 10 февруари 1898 година във Виля Клара, Аржентина, в семейството на лекар от еврейски произход, като семейството се връща във Франция няколко години по-късно. Започва кариерата си като журналист, а по време на двете световни войни служи като пилот. Сред романите му са филмираните по-късно „Дневна красавица“ („Belle de jour“, 1928) и „Лъвът“ („Le Lion“, 1958). През 1962 година е избран за член на Френската академия. Негов племенник е писателят Морис Дрюон.
Жозеф Кесел умира на 23 юли 1979 година в Аверн.

## Произведения
- La steppe rouge (1922)
- L'Équipage (1923)
Любовта на летеца, изд. „Съгласие“ (1929), прев. Мара Сеизова-Юрукова
- Au camp des vaincus ou la critique du 11 mai (1924)
- Mary de Cork (1925)
- Les captifs (1926) – награда на Френската академия
Пленници, изд. „Съгласие“ (1930), прев. Мара Юрукова
- Nuits de princes (1927)
- Belle de Jour (1928)
Дневна красавица, изд. „Фама“ (2018), прев. Мария Коева
- Vent de sable (1929)
- Fortune carrée (1932)
- Le coup de grâce [fr] (1931t)
- La Passante du Sans-Souci (1936)
- Hollywood, Ville mirage (1936)
- L'Armée des ombres (1943)
- Le Bataillon du ciel (Sky Battalion), (1946)
- Le tour du malheur (1950)
- Les Amants du Tage (1954)
- La Vallée des Rubis (1955)
- Le lion (1958)
- Les mains du miracle (1960)
- Les cavaliers (1967)
- Partout un ami (1972)
- Des hommes (1972)
- Les temps sauvages (1975)